# Tommaso da Vico

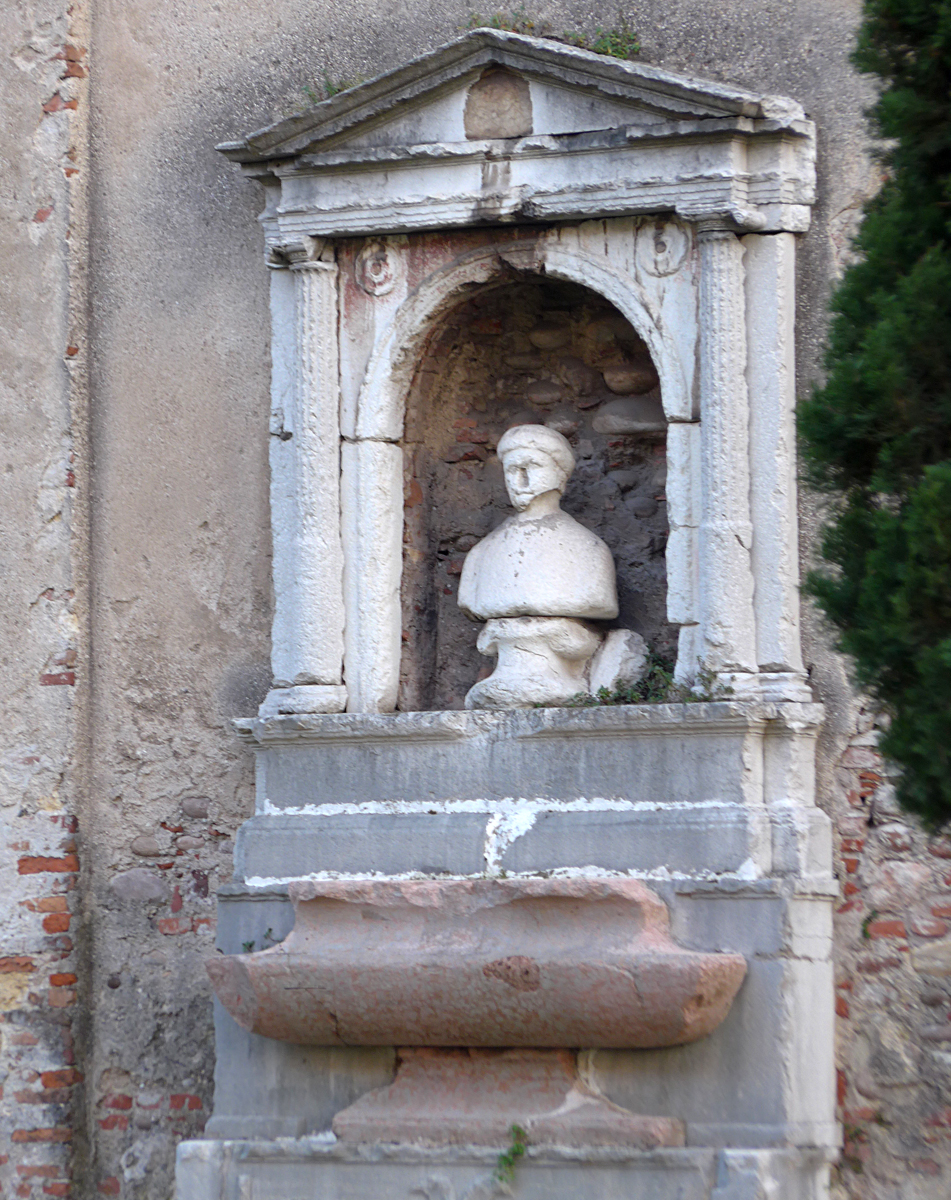
Verona, Chiesa di San Procolo, busto e arca di Tommaso da Vico.

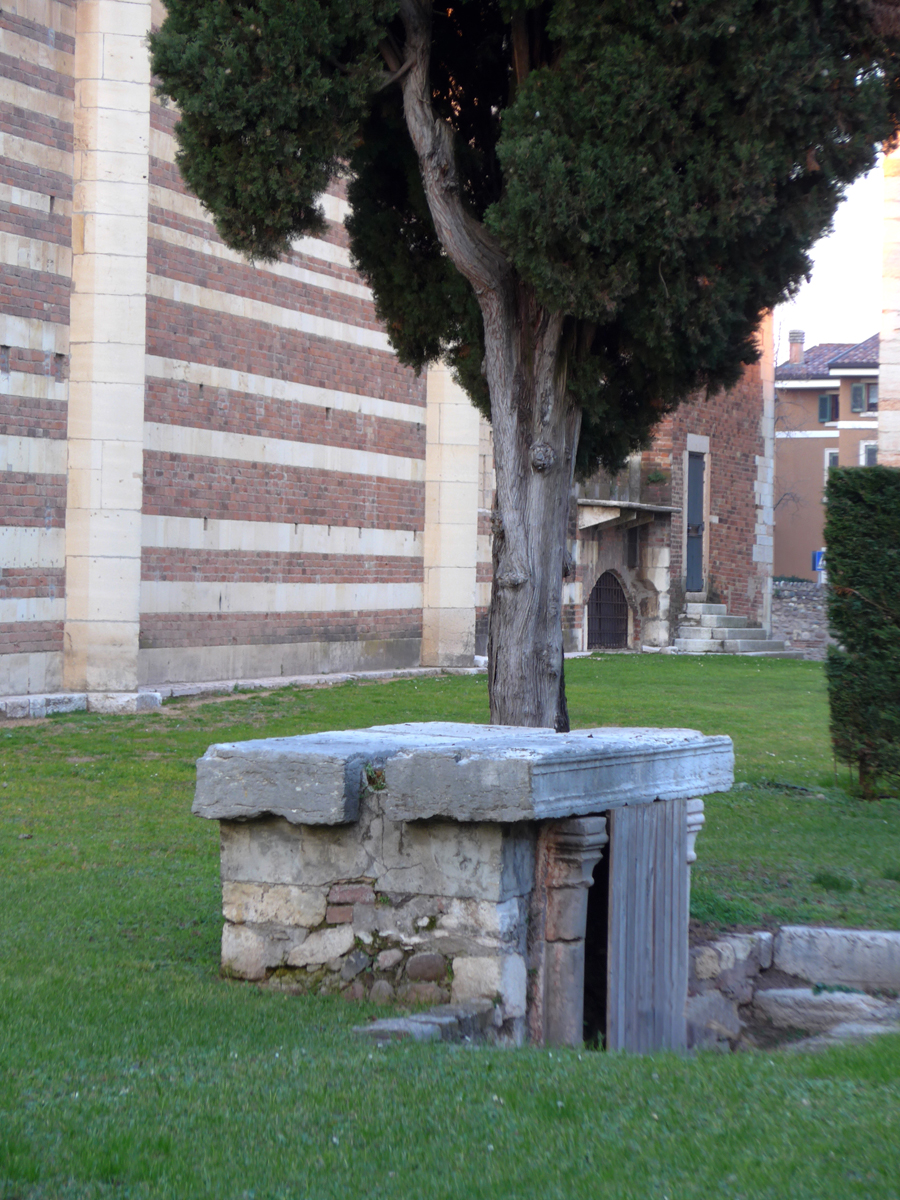
Verona, presunta tomba di Pipino.

Tommaso da Vico (XV secolo – Verona, 1531) è stato un medico italiano.

## Biografia
Era un medico abitante al tempo nel rione di San Zeno. Nel 1528 fu tra le personalità che accolsero il nuovo vescovo di Verona Gian Matteo Giberti.
A Tommaso da Vico si deve probabilmente la nascita del Venerdì gnoccolaro e del carnevale veronese.
La festa trae le sue origini da una sollevazione del popolo contro i fornai avvenuta a Verona nel 1530, allorché un'improvvisa inondazione dell'Adige venne accompagnata dal sacco delle truppe dei Lanzichenecchi nel veronese, che portò una terribile carestia. Per sedare la popolazione affamata vennero eletti alcuni probi cittadini, tra i quali il medico Tommaso da Vico, affinché provvedessero a sfamare la cittadinanza con i proventi dei dazi sulle castagne e sulle olive. Questo episodio prese il nome di gnoccolare ed avvenne l'ultimo venerdì di carnevale, giorno in cui vennero distribuiti pane, vino, farina, burro e formaggio nella piazza San Zeno del popoloso quartiere cittadino. Si era soliti utilizzare come desco per i poveri la lastra di marmo che copriva l'accesso al sepolcro del re Pipino, figlio di Carlo Magno, morto nell'810 e forse tumulato nel prato che separava la basilica di San Zeno e la chiesa di San Procolo. Il da Vico lasciò un legato nel suo testamento affinché annualmente quel venerdì si acquistassero generi alimentari per il popolo. 
In quel documento si scrisse che, alla sua morte avvenuta nel 1531, fosse sepolto di fronte al desco dei poveri. Ancora oggi, sul fianco della chiesa di San Procolo, è visibile la sua arca sormontata da un busto in marmo con un epitaffio che recita: "Thomas Vicus Philosoph, Medicus et inter rarissimos praeclarus, hic et in his se jussit claudi lapidibus hoc asserens si vixi, resurgam. anno MDXXXI".
Il comune di Verona ha dedicato una via a Tommaso da Vico nel borgo natìo.